# オバケのQ太郎 (アニメ)
- 藤子不二雄 > 連載 > オバケのQ太郎 > オバケのQ太郎 (アニメ)
- 藤子不二雄 > アニメ > オバケのQ太郎 (アニメ)

『オバケのQ太郎』（オバケのQたろう）は、藤子不二雄（藤本弘と安孫子素雄）による日本の同名漫画を原作としたテレビアニメ作品。ごく普通の家庭に住み着いたオバケが引き起こす騒動を描いている。
以下の3度にわたってアニメ化されているが、スタッフや制作方針の違いから、それぞれつながりのない独立した作品となっている。
1. 第1作「オバケのQ太郎」（1965年から1967年まで放送）
2. 第2作「新オバケのQ太郎」（1971年から1972年まで放送）
3. 第3作「オバケのQ太郎」（1985年から1987年まで放送）

1作目と2作目は東京ムービー（後のトムス・エンタテインメント）、3作目はシンエイ動画で制作。また、1作目はモノクロ、2作目以降はカラーで制作された。

## 概要
2021年現在、再放送やソフト化・配信等が行われ、視聴が容易なのは第3作のみとなっている（後述）。
メインキャラクターの声優に関して、3作通して同一キャラクターを担当した人物はいないが、1作目と2作目の間には存在しており、ゴジラ役の肝付兼太、ママ役の北浜晴子、神成さん役の野本礼三が該当する。なお、肝付は3作目でハカセ役を担当、3作すべてでメインキャラクターを担当した唯一の声優となっている。
主題歌や挿入歌は3作で別々の楽曲が制作されており、流用曲もない。このため、絵描き歌や音頭が複数作られている。これらの楽曲は、藤子・F・不二雄のアニメ作品の主題歌を集めた5枚組のアルバム「藤子・F・不二雄 生誕80周年 藤子・F・不二雄 大全集」（2014年11月26日発売）に収録されている。

## オバケのQ太郎 (1965年)

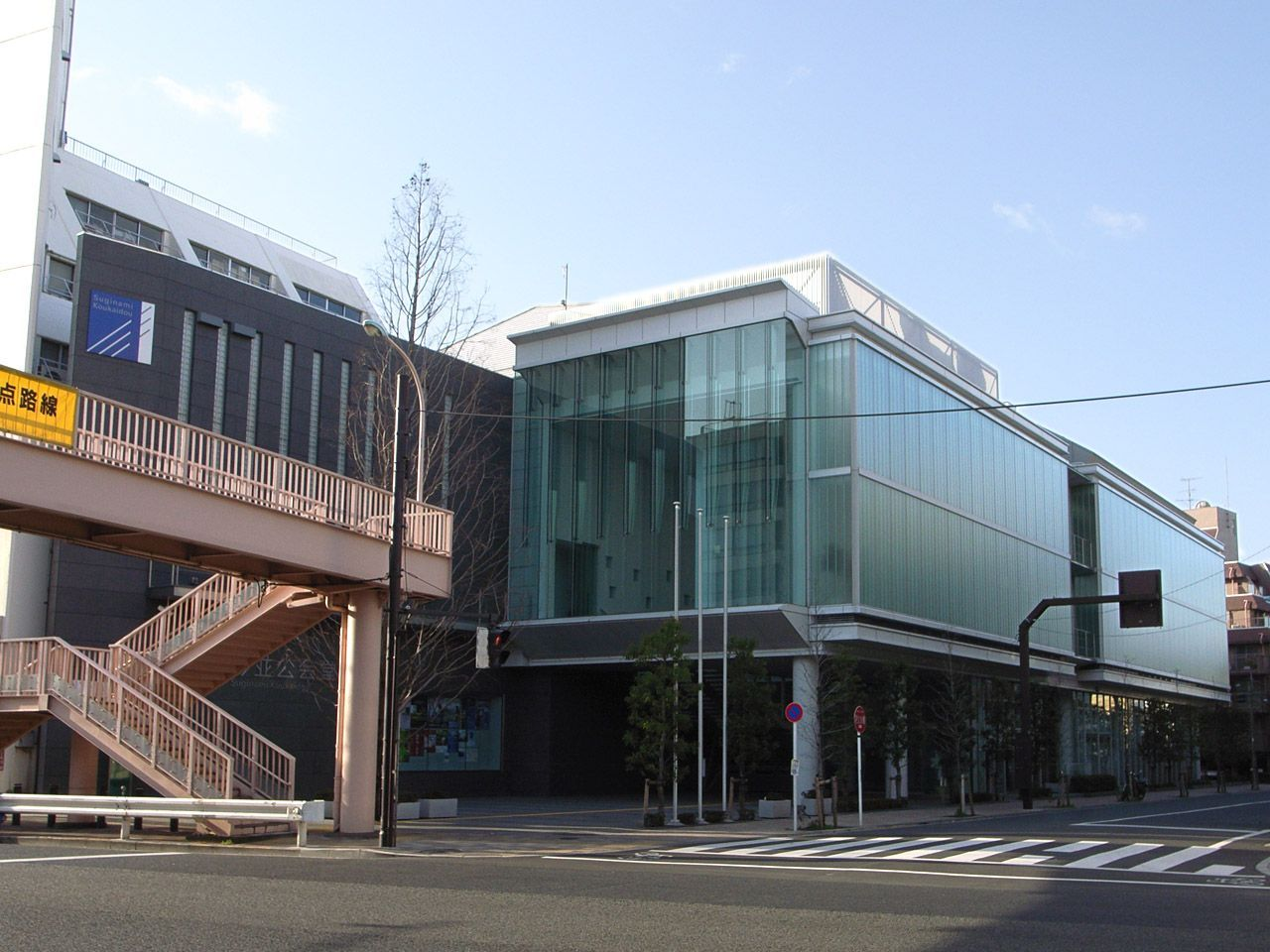
前夜祭番組『オバQ誕生』の公開が行われた杉並公会堂（翌1966年放送の『ウルトラマン誕生』もここで行われた。ただし、写真は当時の建物とは異なる）

1965年8月29日から1967年3月26日まで、TBS系列にて毎週日曜日19時30分から20時にかけての「不二家の時間」枠で放送。1967年4月5日から同年6月28日までの間はTBSなどで毎週水曜日18時から18時30分にかけての枠で放送された。全95話。モノクロ作品。
原作人気が高まる中での放送開始だったため、初回から30%以上の視聴率を記録。石川進が歌う主題歌『オバケのQ太郎』はミリオンセラーとなり、1966年第8回日本レコード大賞童謡賞を受賞した。「不二家の時間」枠の放送は、前番組の『ウルトラQ』と合わせて他局から「恐怖のQQタイム」と呼ばれるほどの人気番組となり、「オバQブーム」の一端を担うこととなった。放送が水曜18時の時間帯に移動した後も人気は続き、放送終了後も子供をはじめとする視聴者から番組継続の要望が多く届いたため、TBSは1969年3月まで同枠で再放送を行う異例の事態となった。
放送前の1965年8月22日には、前夜祭のような特番『オバQ誕生』が組まれ、杉並公会堂で収録が行われた。ここでは、舞台劇としてQ太郎誕生のエピソードが放送されていたため、第1回放送ではQ太郎が既に大原家に住んでいるところから始まっている。
鈴木伸一によると、パイロットフィルムはスタジオ・ゼロが制作したが、現場では能力不足と言われ関われなかったということである。このパイロットフィルムの内容は、国産生活ギャグ漫画をアニメ化した前例がなかったことから『鉄腕アトム』風の未来的な街に住んでいるという設定にされた。だが、その映像を見た藤子両人は内容の改変に違和感を覚えたため、実際に東京ムービーで制作・放送された際は原作通りの設定で作られた。
当時スタッフの一人だったおおすみ正秋によると、リミテッドアニメーションだった影響で製作には小津安二郎の演出技法が多く取り入れられたという。
初のアニメ化だったことから、Q太郎のキャスティングは難航した。低い声の田の中勇か甲高い声の曽我町子かでスタッフは録音直前まで大いに迷い、曽我に決まったという。なお、田の中は正太のパパ役で出演している。
放送初期は、ヒーローものアニメがまだ全盛期の時代であったためQ太郎の性格が多少好戦的なものになっていた。また、正太やP子は、キャラクター設定が原作と大幅に異なっており、当時原作に未登場だったU子、O次郎は登場していない。
本作は放送枠移動まで不二家が一社独占のスポンサーに付いたため、本作および次作『パーマン』、次々作『怪物くん』では、オープニングとエンディングでペコちゃん（声：斉藤尚子）と共演していた（『東京ムービー主題歌大全集』収録の映像はペコちゃん登場部分がカットされたものであるため見ることはできない）。エンディングで使用された『オバQ音頭』のシネテープでは共演していることがうかがえる。また、不二家は当時80億以上の売上を記録したが、その内の75％にオバQが関連していたという。
放送枠移動直前に放送された第83話「Qちゃんパーマン大かつやくの巻」（1967年3月26日放送）には、「不二家の時間」枠の後番組である『パーマン』の宣伝としてパーマン1号がゲスト出演をしている。Q太郎と正太がギャング団に誘拐され、Q太郎が助けを求めると、パーマンが駆けつけて2人が助け出されるという内容。この時のQ太郎とパーマンの会話は「君は来週からじゃないか」「僕、あわてんぼうだから1週早く出てきちゃった」というものである。『TVジェネレーション』、『決定!これが日本のベスト100』、『大胆MAP』等、懐かしのアニメ特集番組で映像が放送されたことがある。
再放送は過去に何度かあり、1979年には読売テレビで平日朝の7時半から第2作、8時から本作が再放送された時期があった。2021年現在は、再放送および本編のビデオソフト化などは一切行われておらず、視聴困難な作品となっている。ただし、VHS・LD「東京ムービー アニメ主題歌大全集・第1集」にはオープニングとエンディングが収録されている他、上述の通りバラエティ番組の特集などで部分的に映像が使用されたケースもある。

### キャスト
- Q太郎 - 曽我町子
- 正太（正ちゃん） - 田上和枝
- 伸一（伸ちゃん） - 野沢雅子
- ドロンパ - 喜多道枝
- P子 - 水垣洋子
- ゴジラ - 肝付兼太
- ハカセ - 麻生みつ子
- キザオ - 山岸比呂美
- よっちゃん - 向井真理子
- パパ - 松岡文雄 → 田の中勇
- ママ - 北浜晴子
- 小池さん - 大竹宏
- 神成さん - 野本礼三
- 百栗三太夫 - 関敬六

### スタッフ
- 原作 - 藤子不二雄
- 監督 - 長浜忠夫[6]
- 脚本 - 辻真先[7]、若林一郎、松岡清治、中野健次、塩沢朝子、宮沢耕己、島修司、吉田史郎、田代淳二、岡本欣二、花島邦彦、木下連三、吉田進、松元力、吉田秀子、おおいひさし、大森施工、東京ムービー企画部 他
- 演出 - 大隅正秋、長浜忠夫、岡部英二、酒井七馬、木下蓮三 他
- 作画監督 - 楠部大吉郎、芝山努
- 原画 - 小林治、富永貞義、中村英一、谷口守泰、椛島義夫[8]、森下圭介、山口泰弘、白梅進 他
- 音楽 - 筒井広志
- 製作協力 - Aプロダクション
- 製作 - 東京ムービー

### 主題歌
オープニングテーマ
「オバケのQ太郎」（前期）
作詞 - 東京ムービー企画部 / 作曲・編曲 - 広瀬健次郎 / 歌 - 石川進
この歌は石川進の歌唱によって数社から発売されたが、後年発売のCDで比較すると「オリジナル版 懐かしのアニメソング大全(1)」（EMIミュージック・ジャパン）に収録されているものは「テレビまんが懐かしのB面コレクション」（コロムビアミュージックエンタテインメント）のものよりもテンポが速い等、微妙な違いがある。
「オバQ音頭」（後期）
作詞 - 藤子不二雄 / 作曲・編曲 - 広瀬健次郎 / 歌 - 石川進&曽我町子
エンディングテーマ
「オバケのQ太郎」（放送開始直後）
作詞 - 東京ムービー企画部 / 作曲 - 広瀬健次郎 / 歌 - 石川進
「ぼくとQちゃん」（前期）
作詞 - 遠藤隆智 / 作曲 - 広瀬健次郎 / 歌 - 吉田亜矢
「オバQ音頭」（後期）
作詞 - 藤子不二雄 / 作曲・編曲 - 広瀬健次郎 / 歌 - 石川進&曽我町子
「アニメ主題歌大全集」に収録されているのは、前期オープニングと放送開始直後エンディングのみ。
「オバQ音頭」の発表会は1966年4月9日午後、ホテルニューオータニにて行われ、原作者の藤子不二雄（藤本弘と安孫子素雄）や歌手の曽我町子、約500人の関係者が出席した。
曽我町子は、日本コロムビアのスタジオでのレコーディングの際、風邪をこじらせていたのでスケジュールの延期を申し出ていた。しかしデュオ相手の歌手、石川進のスケジュールの都合と、スタッフ（当時のコロムビアの社員がストライキを起こしていたために、立ち会ったスタッフのほとんどが管理職であったという）がやる気満々でその熱意に押され曽我は渋々歌ったという。これら主題歌、挿入歌はコロムビア盤と朝日ソノラマ、ケイブンシャなどのソノシート盤でカバーやテイク違いが数多く存在しており、この「オバQ音頭」も例外ではない。
ソノシートは、不二家の乳酸飲料「ハイカップ」の懸賞としても使われた（「ハイカップ」の王冠と切手20円分を送るともれなく貰えた）が、そのCMには幼少時代の中田喜子が出演していた。
イメージソング・キャラクターソング
「オバQ数え歌」
作詞 - 東京ムービー企画部 / 作曲 - 広瀬健次郎 / 歌 - 曽我町子
「オバケのQ太郎マーチ」
作詞 - 東京ムービー企画部 / 作曲 - 広瀬健次郎 / 歌 - チビッコエイト、ヤング・フレッシュ
先述のOPテーマ「オバケのQ太郎」を行進曲にアレンジ。本歌は3番まであるが、この曲は4番構成で、3番はインストルメンタルになっている。
「ぼくは正太だい」
作詞 - 東京ムービー企画部 / 作曲 - 広瀬健次郎 / 歌 - 田上和枝、曽我町子
「オバQマーチ」
作詞 - 藤子不二雄 / 作曲 - 広瀬健次郎 / 歌 - 曽我町子
先述の「オバケのQ太郎マーチ」とは別曲。
1966年に行われた不二家の懸賞「オバQラジオコントロール人形」にもこの曲が使用された。
「オバケのP子」
作詞 - 藤子不二雄 / 作曲 - 広瀬健次郎 / 歌 - 水垣洋子

### 各話リスト
| 放送日         | 回 | 話数 | サブタイトル                         | 脚本               |
| -------------- | -- | ---- | ------------------------------------ | ------------------ |
| 1965年 8月29日 | 1  | 1    | パパはわすれんぼうの巻               | 吉田史郎           |
| 1965年 8月29日 | 1  | 2    | 犬はこわいよオの巻                   | 田代淳二           |
| 9月5日         | 2  | 3    | るすばんの巻                         | 岡本欣三           |
| 9月5日         | 2  | 4    | 自動車が欲しいの巻                   | 田代淳二           |
| 9月12日        | 3  | 5    | 台風がくるぞの巻                     | 田代淳二           |
| 9月12日        | 3  | 6    | ノミ軍襲来すの巻                     | 岡本欣三           |
| 9月19日        | 4  | 7    | びっくりしちゃったお客様の巻         | 花島邦彦           |
| 9月19日        | 4  | 8    | 迷い子の巻                           | 岡本欣三           |
| 9月26日        | 5  | 9    | 飛行機は嫌いの巻                     | 田代淳二           |
| 9月26日        | 5  | 10   | テレビなんか嫌いの巻                 | 田代淳二           |
| 10月3日        | 6  | 11   | 卵騒動の巻                           | 吉田史郎           |
| 10月3日        | 6  | 12   | 世界一周の巻                         | 岡本欣三           |
| 10月10日       | 7  | 13   | Qちゃんのお父さんの巻                | 木下蓮三           |
| 10月10日       | 7  | 14   | お使いはまかせるの巻                 | 田代淳二           |
| 10月17日       | 8  | 15   | 虫歯の巻                             | 吉田進             |
| 10月17日       | 8  | 16   | 忍術修行の巻                         | 吉田史郎           |
| 10月24日       | 9  | 17   | 名探偵の巻                           | 岡本欣三           |
| 10月24日       | 9  | 18   | ハイキング騒動の巻                   | 田代淳二           |
| 10月31日       | 10 | 19   | 伝書オバケの巻                       | 吉田進             |
| 10月31日       | 10 | 20   | 8ミリの巻                            | 吉田進             |
| 11月7日        | 11 | 21   | 腕時計が欲しいの巻                   | 田代淳二           |
| 11月7日        | 11 | 22   | へんな病気の巻                       | 岡本欣三           |
| 11月14日       | 12 | 23   | 王子様は嫌いの巻                     | 田代淳二           |
| 11月14日       | 12 | 24   | コレクションの巻                     | 岡本欣三           |
| 11月21日       | 13 | 25   | ホームランはおいしいの巻             | 田代淳二           |
| 11月21日       | 13 | 26   | いたずら合戦の巻                     | 田代淳二           |
| 11月28日       | 14 | 27   | 特ダネ記者の巻                       | 田代淳二           |
| 11月28日       | 14 | 28   | チンピラ取締の巻                     | 田代淳二           |
| 12月5日        | 15 | 29   | Qちゃんの頭の毛をよこせの巻          | 吉田進             |
| 12月5日        | 15 | 30   | Qちゃん買いますの巻                  | 岡本欣三           |
| 12月12日       | 16 | 31   | 虎狩りの巻                           | 岡本欣三           |
| 12月12日       | 16 | 32   | 魔法のやかんの巻                     | 田代淳二           |
| 12月19日       | 17 | 33   | お隣さんの巻                         | 田代淳二           |
| 12月19日       | 17 | 34   | のぞき見はいけませんの巻             | 岡本欣三           |
| 12月26日       | 18 | 35   | 靴みがきの巻                         | 岡本欣三           |
| 12月26日       | 18 | 36   | スマートになろうの巻                 | 田代淳二           |
| 1966年 1月2日  | 19 | 37   | お年玉・一億円の巻                   | 吉田進             |
| 1966年 1月2日  | 19 | 38   | 空飛ぶ円盤の巻                       | 田代淳二           |
| 1月9日         | 20 | 39   | 宿題は引きうけたの巻                 | 吉田進             |
| 1月9日         | 20 | 40   | 押し売りの巻                         | 田代淳二           |
| 1月16日        | 21 | 41   | 子豚を助けろの巻                     | 松元力             |
| 1月16日        | 21 | 42   | 映画スターになりたいの巻             | 吉田進             |
| 1月23日        | 22 | 43   | 一千万円のむだづかいの巻             | 吉田進             |
| 1月23日        | 22 | 44   | 雪男探検の巻                         | 吉田秀子           |
| 1月30日        | 23 | 45   | ゆうかい魔の巻                       | 田代淳二           |
| 1月30日        | 23 | 46   | ばっちりあそぼうの巻                 | 岡本欣三           |
| 2月6日         | 24 | 47   | 魚つりの巻                           | 田代淳二           |
| 2月6日         | 24 | 48   | 実況録音の巻                         | 田代淳二           |
| 2月13日        | 25 | 49   | ケロケロQ危機一髪の巻                | 田代淳二           |
| 2月13日        | 25 | 50   | 絵かき修業はきびしいの巻             | 吉田進             |
| 2月20日        | 26 | 51   | オバＱ一家の巻                       | 吉田進             |
| 2月20日        | 26 | 52   | わんぱくネコの巻                     | 吉田秀子           |
| 2月27日        | 27 | 53   | ドロンパが来たの巻                   | 田代淳二           |
| 2月27日        | 27 | 54   | 特ダネはまかせろの巻                 | 田代淳二           |
| 3月6日         | 28 | 55   | ガリベンはつらいの巻                 | 吉田進             |
| 3月6日         | 28 | 56   | 美容教師の巻                         | 岡本欣三           |
| 3月13日        | 29 | 57   | うそつきは誰の巻                     | 吉田進             |
| 3月13日        | 29 | 58   | 発明王の巻                           | 田代淳二           |
| 3月20日        | 30 | 59   | 身の上相談の巻                       | 吉田進             |
| 3月20日        | 30 | 60   | おこずかい作戦の巻                   | 吉田進             |
| 3月27日        | 31 | 61   | テレビが見たいの巻                   | 吉田進             |
| 3月27日        | 31 | 62   | いそうろうの巻                       | 吉田進             |
| 4月3日         | 32 | 63   | ボロ別荘の巻                         | 吉田進             |
| 4月3日         | 32 | 64   | 一日お母さんの巻                     | おおいひさし       |
| 4月10日        | 33 | 65   | おしゃれの巻                         | 大森施工           |
| 4月10日        | 33 | 66   | 馬のりの巻                           | 吉田秀子           |
| 4月17日        | 34 | 67   | おしかけ入学の巻                     | Aプロダクション    |
| 4月17日        | 34 | 68   | ダイヤル11Q番の巻                    | 辻真先             |
| 4月24日        | 35 | 69   | ハロードロンパの巻                   | Aプロダクション    |
| 4月24日        | 35 | 70   | 百万両をさがせの巻                   | 吉田進             |
| 5月1日         | 36 | 71   | ドロンパ騒動の巻                     | 吉田進             |
| 5月1日         | 36 | 72   | ハッスルばあさんの巻                 | 辻真先             |
| 5月8日         | 37 | 73   | Qちゃんサラリーマンの巻              | 辻真先             |
| 5月8日         | 37 | 74   | Qちゃん弟子入りの巻                  | 辻真先             |
| 5月15日        | 38 | 75   | 助けあい運動の巻                     | 吉田進             |
| 5月15日        | 38 | 76   | 仲直り作戦の巻                       | Aプロダクション    |
| 5月22日        | 39 | 77   | Qちゃん鉄道の巻                      | 辻真先             |
| 5月22日        | 39 | 78   | 家出はしたけれどの巻                 | 若林一郎           |
| 5月29日        | 40 | 79   | 大原家のQ日の巻                      | 辻真先             |
| 5月29日        | 40 | 80   | おれさまはガキ大将の巻               | 辻真先             |
| 6月5日         | 41 | 81   | 海外旅行練習の巻                     | 辻真先             |
| 6月5日         | 41 | 82   | ぼくだってりこうだの巻               | 松元力             |
| 6月12日        | 42 | 83   | すこしはやすもうの巻                 | 若林一郎           |
| 6月12日        | 42 | 84   | ぼくが主役だの巻                     | 若林一郎           |
| 6月19日        | 43 | 85   | 犬に強くなりたいの巻                 | 松岡清治           |
| 6月19日        | 43 | 86   | ロケットをとばそうの巻               | 松元力             |
| 6月26日        | 44 | 87   | Qちゃん放送局の巻                    | 吉田進             |
| 6月26日        | 44 | 88   | 潮干狩りの巻                         | 吉田進             |
| 7月3日         | 45 | 89   | P子よぼくについてこいの巻            | 吉田進             |
| 7月3日         | 45 | 90   | にせもの現るの巻                     | 辻真先             |
| 7月10日        | 46 | 91   | 仲良くけんかしろの巻                 | 松元力             |
| 7月10日        | 46 | 92   | ケチケチオバQの巻                    | 吉田秀子           |
| 7月17日        | 47 | 93   | オバQチャンピオンの巻                | 若林一郎           |
| 7月17日        | 47 | 94   | クリーニング屋開業の巻               | 辻真先             |
| 7月24日        | 48 | 95   | だいじな落し物の巻                   | 辻真先             |
| 7月24日        | 48 | 96   | ゆうれい部落の巻                     | 辻真先             |
| 7月31日        | 49 | 97   | 臨海学校は大騒ぎの巻                 | 吉田秀子           |
| 7月31日        | 49 | 98   | 紳士教育の巻                         | 吉田進             |
| 8月7日         | 50 | 99   | 海水浴の巻                           | 松岡清治           |
| 8月7日         | 50 | 100  | スピードオバQの巻                    | 辻真先             |
| 8月14日        | 51 | 101  | もっと毛がほしいの巻                 | 辻真先             |
| 8月14日        | 51 | 102  | パパの月給がなくなったの巻           | 吉田進             |
| 8月21日        | 52 | 103  | 田舎は楽しいの巻                     | 吉田秀子           |
| 8月21日        | 52 | 104  | いたずら騒動の巻                     | 若林一郎           |
| 8月28日        | 53 | 105  | オバケの国へさあどうぞの巻           | 東京ムービー企画部 |
| 8月28日        | 53 | 106  | Qちゃん内閣の巻                      | 中野健次           |
| 9月4日         | 54 | 107  | 放送屋だまれの巻                     | 若林一郎           |
| 9月4日         | 54 | 108  | ロードショーの巻                     | 辻真先             |
| 9月11日        | 55 | 109  | せっかち坊やとのんびりオバQの巻      | 吉田秀子           |
| 9月11日        | 55 | 110  | ラーメン作戦の巻                     | 若林一郎           |
| 9月18日        | 56 | 111  | Qちゃんのおむかえの巻                | 松元力             |
| 9月18日        | 56 | 112  | タイムマシンの巻                     | 辻真先             |
| 9月25日        | 57 | 113  | 星をさがせの巻                       | 吉田進             |
| 9月25日        | 57 | 114  | 泣く子も笑うの巻                     | 若林一郎           |
| 10月2日        | 58 | 115  | とんだQパーマンの巻                  | 吉田進             |
| 10月2日        | 58 | 116  | バンザイQちゃんとりでの巻            | 吉田進             |
| 10月9日        | 59 | 117  | ドロンパの誕生日の巻                 | 塩沢朝子           |
| 10月9日        | 59 | 118  | 小鳥をかわいがろうの巻               | 若林一郎           |
| 10月16日       | 60 | 119  | 正義の大戦争の巻                     | 吉田進             |
| 10月16日       | 60 | 120  | ニコニコ暮そうの巻                   | 吉田進             |
| 10月23日       | 61 | 121  | 世界中のオバケがくるぞの巻           | 若林一郎           |
| 10月23日       | 61 | 122  | うたっておどってバケ連大会の巻       | 若林一郎           |
| 10月30日       | 62 | 123  | Qちゃん親孝行の巻                    | 辻真先             |
| 10月30日       | 62 | 124  | おじいさんはだあれの巻               | 中野健次           |
| 11月6日        | 63 | 125  | P子のおよめさんの巻                  | (不明)             |
| 11月6日        | 63 | 126  | パパの運動会の巻                     | 吉田秀子           |
| 11月13日       | 64 | 127  | 親をさがしてさんざんの巻             | 中野健次           |
| 11月13日       | 64 | 128  | ひとこえ千円の巻                     | 吉田秀子           |
| 11月20日       | 65 | 129  | 帰れドロンパの巻                     | 若林一郎           |
| 11月20日       | 65 | 130  | パパもママも動かないでの巻           | 吉田進             |
| 11月27日       | 66 | 131  | ニュースカメラマンの巻               | 吉田進             |
| 11月27日       | 66 | 132  | Qちゃんロボットの巻                  | 辻真先             |
| 12月4日        | 67 | 133  | 犬になったQちゃんの巻                | 吉田進             |
| 12月4日        | 67 | 134  | Qちゃんの家さがしの巻                | 松元力             |
| 12月11日       | 68 | 135  | なくなった宝くじの巻                 | 宮沢耕己           |
| 12月11日       | 68 | 136  | Qちゃんのゆくえの巻                  | 辻真先             |
| 12月18日       | 69 | 137  | P子のお人形の巻                      | (不明)             |
| 12月18日       | 69 | 138  | じゃんじゃん売ろうの巻               | 松岡清治           |
| 12月25日       | 70 | 139  | Qちゃんサンタクロースの巻            | 吉田秀子           |
| 12月25日       | 70 | 140  | みんなでクリスマスの巻               | 島修司             |
| 1967年 1月1日  | 71 | 141  | ことしもよろしくの巻                 | 松岡清治           |
| 1967年 1月1日  | 71 | 142  | お年玉作戦の巻                       | 吉田進             |
| 1月8日         | 72 | 143  | ことしはついてるの巻                 | 吉田秀子           |
| 1月8日         | 72 | 144  | ラジコン大戦争の巻                   | 松元力             |
| 1月15日        | 73 | 145  | ホットドッグはにがての巻             | 松元力             |
| 1月15日        | 73 | 146  | はいけいQちゃんの巻                  | 吉田進             |
| 1月22日        | 74 | 147  | やさしいドロンパの巻                 | 吉田秀子           |
| 1月22日        | 74 | 148  | ドラネコたいじの巻                   | 辻真先             |
| 1月29日        | 75 | 149  | ドロンパはいじっぱりの巻             | 辻真先             |
| 1月29日        | 75 | 150  | 正ちゃんの大手術の巻                 | 松元力             |
| 2月5日         | 76 | 151  | Qちゃんは名探偵の巻                  | 吉田秀子           |
| 2月5日         | 76 | 152  | オバQコースの巻                      | 吉田秀子           |
| 2月12日        | 77 | 153  | まけてたまるかの巻                   | 吉田秀子           |
| 2月12日        | 77 | 154  | 犯人さがしの巻                       | 中野健次           |
| 2月19日        | 78 | 155  | Qちゃんモデルになるの巻              | 松元力             |
| 2月19日        | 78 | 156  | モシモ仮面の巻                       | 若林一郎           |
| 2月26日        | 79 | 157  | まじめなドロボウの巻                 | 松岡清治           |
| 2月26日        | 79 | 158  | ナガラでいこうの巻                   | 宮沢耕己           |
| 3月5日         | 80 | 159  | P子にまかせての巻                    | 松元力             |
| 3月5日         | 80 | 160  | 原子うらないの巻                     | 塩沢朝子           |
| 3月12日        | 81 | 161  | 入団テストはきびしいの巻             | Aプロダクション    |
| 3月12日        | 81 | 162  | Qちゃんサーカスの巻                  | 松岡清治           |
| 3月19日        | 82 | 163  | Qちゃんバケトロンの巻                | 吉田秀子           |
| 3月19日        | 82 | 164  | オバケの正ちゃんの巻                 | Aプロダクション    |
| 3月26日        | 83 | 165  | ばかあ信じるよの巻                   | 吉田秀子           |
| 3月26日        | 83 | 166  | Qちゃんパーマン大かつやくの巻        | 吉田進             |
| 4月5日         | 84 | 167  | 万事Qすの巻                          | 宮沢耕己           |
| 4月5日         | 84 | -    | 絵かき修業はきびしいの巻 （再放送）  | -                  |
| 4月12日        | 85 | 168  | 花よりダンゴの巻                     | 吉田秀子           |
| 4月12日        | 85 | -    | 忍術修業の巻 （再放送）              | -                  |
| 4月19日        | 86 | 169  | 自動車レースの巻                     | 吉田秀子           |
| 4月19日        | 86 | -    | Qちゃん鉄道の巻 （再放送）           | -                  |
| 4月26日        | 87 | 170  | スケッチ大会の巻                     | 松元力             |
| 4月26日        | 87 | -    | バンザイQちゃんとりでの巻 （再放送） | -                  |
| 5月3日         | 88 | 171  | ケロケロQハイスタートの巻            | 吉田秀子           |
| 5月3日         | 88 | 172  | ケロケロQは二度消えるの巻            | 中野健次           |
| 5月10日        | -  | -    | ケロケロQ危機一髪の巻（再放送）      | -                  |
| 5月10日        | -  | -    | P子のお人形の巻（再放送）            | -                  |
| 5月17日        | 89 | 173  | ちゃっかりチンパンジーの巻           | 松元力             |
| 5月17日        | 89 | -    | とんだQパーマンの巻 （再放送）       | -                  |
| 5月24日        | 90 | 174  | ゴシップをさがせの巻                 | 吉田進             |
| 5月24日        | 90 | -    | 星をさがせの巻 （再放送）            | -                  |
| 5月31日        | 91 | 175  | テレスケくん出てこいの巻             | 松岡清治           |
| 5月31日        | 91 | -    | P子のおよめさんの巻 （再放送）       | -                  |
| 6月7日         | 92 | 176  | ガードマンひきうけますの巻           | 宮沢耕己           |
| 6月7日         | 92 | -    | ぼくが主役だの巻 （再放送）          | -                  |
| 6月14日        | 93 | 177  | ひげなしパパの巻                     | 若林一郎           |
| 6月14日        | 93 | -    | Qちゃんロボットの巻 （再放送）       | -                  |
| 6月21日        | 94 | 178  | Qちゃんクルーソの巻                  | 吉田秀子           |
| 6月21日        | 94 | -    | ロケットをとばそうの巻 （再放送）    | -                  |
| 6月28日        | 95 | 179  | ゆめみるQ太郎の巻                    | 吉田進             |
| 6月28日        | 95 | -    | にせもの現るの巻 （再放送）          | -                  |

### 放送局
個別の出典があるもの以外は全て『小学六年生』1965年9月号記載。
- TBS（制作局）：日曜 19:30 - 20:00（1967年3月まで）→ 水曜 18:00 - 18:30（1967年4月から）
- 北海道放送：日曜 19:30 - 20:00[12]
- 青森放送：水曜 18:15 - 18:45（1965年9月）→ 月曜 19:30 - 20:00（1965年10月 - 1966年3月）→ 日曜 19:30 - 20:00（1966年4月から）[13]
- 秋田放送：日曜 18:00 - 18:30（1966年3月まで）→ 日曜 19:30 - 20:00（1966年4月から）[14]
- 山形放送：月曜 19:30 - 20:00（1966年3月まで）→ 日曜 19:30 - 20:00（1966年4月から）[15]
- 岩手放送：日曜 19:30 - 20:00[12]
- 東北放送：日曜 19:30 - 20:00[12]
- 福島テレビ：金曜 19:00 - 19:30（1966年3月まで）→ 日曜 19:30 - 20:00（1966年4月から）[16]
- 新潟放送：日曜 19:30 - 20:00[12]
- 北日本放送：金曜 17:35 - 18:05（1965年10月時点）[17]→日曜 19:30 - 20:00（1967年1月時点）[18]
- 北陸放送：日曜 19:30 - 20:00[19]
- 福井放送：木曜 18:15 - 18:45（開始時点）→ 火曜 18:00 - 18:30（1966年3月時点[20]） → 日曜 19:30 - 20:00（1967年1月時点）[18]
- 中部日本放送（後のCBCテレビ）：日曜 19:30 - 20:00[19]
- 朝日放送（後の朝日放送テレビ）：日曜 19:30 - 20:00
- 山陽放送：日曜 19:30 - 20:00
- 日本海テレビ：土曜 19:00 - 19:30（開始時点）
- 山陰放送：日曜 19:30 - 20:00
- ラジオ中国（後の中国放送）：日曜 19:30 - 20:00
- 四国放送：土曜 18:15 - 18:45（開始時点）
- 高知放送：月曜 19:00 - 19:30（開始時点）
- 南海放送：日曜 17:05 - 17:35（開始時点）
- RKB毎日放送：日曜 19:30 - 20:00
- 長崎放送：日曜 19:30 - 20:00
- 大分放送：日曜 19:30 - 20:00
- 熊本放送：日曜 19:30 - 20:00
- 宮崎放送：日曜 19:30 - 20:00
- 南日本放送：日曜 19:30 - 20:00

### 視聴率
- 初回視聴率（ビデオリサーチ調べ）
  - 関東地区 - 31.5%
  - 関西地区 - 34.6%
- 最高視聴率（ビデオリサーチ調べ）
  - 関東地区 - 36.7%（1966年4月24日放送）

### 劇場版
1965年12月25日、「まんが大行進」内の1本として、第3回Aパート「台風が来るぞの巻」と第8回Bパート「忍術修行の巻」のブローアップ再編集版が上映された。東京ムービー作品が劇場で上映するのは、これが初。併映は『わんわん忠臣蔵』（再映）と『狼少年ケン』の2本。

## 新オバケのQ太郎 (1971年)
漫画『オバケのQ太郎』の連載が1971年3月から小学館の学習雑誌にて再び開始されたことに伴いアニメ化。1971年9月1日から1972年12月27日まで、日本テレビ系列にて毎週水曜日19時30分から20時にかけての枠で放送された。全70回（135話）。カラー作品。
1971年開始の連載漫画はそれまでの話の続編として描かれたが、本作は新たに第1話から作り直されているため、1作目のリメイクととれる作品になっている。
演出した長浜忠夫は、放送終了後のインタビューで本作について、前作は話によってクオリティにバラつきがあったことから「私は今でも“新”とは思っていない。本来の『オバケのQ太郎』を作ろうと思った」と語っている。また、藤子による原作も高く評価したうえで「日本ではギャグマンガが軽視される風潮があるが、この作品がもっと正当に評価される日がきていいはずだと私は考えています」と発言している。
Q太郎役は曽我町子から堀絢子へ交代となり、その他の声優も一部を除いて刷新された。
1作目以上にドタバタ色が強く、作画、テンポ、キャスティング共に快調な仕上がりのため「数ある藤子アニメの中でも屈指の完成度を誇る」と評されることがある。また、初回放送から18%の高視聴率を記録する人気番組となった。
U子とO次郎が本作より登場。ただし、U子の口元はドロンパのような口に変更されている。
本放送終了後も頻繁に再放送が行われたが、1984年にテレビ宮崎とミヤギテレビで行われた再放送を最後に2022年現在まで一切再放送および本編のビデオソフト化は行われておらず、視聴困難な作品となっている。ただし、「アニメ主題歌大全集」にはオープニングとエンディングが収録されており、バラエティ番組の特集などで映像が使用されることはある。
3作の中では唯一、劇場版が存在しない。

### キャスト
- Q太郎 - 堀絢子[25]
- 正太 - 太田淑子
- 伸一、ハカセ - 白川澄子
- O次郎 - 高坂真琴→桂玲子
- P子、キザオ - 沢田和子
- ドロンパ - 山本嘉子
- U子 - 丸山裕子
- ゴジラ - 肝付兼太
- よっちゃん - 野村道子
- パパ - 永井一郎
- ママ - 北浜晴子
- 小池さん - 島田彰
- 神成さん - 野本礼三
- ヒョーロクさん - 愛川欽也
- その他 - 槐柳二、駒村クリ子、富山敬、細井重之、水島鉄夫、貴家堂子ほか

### スタッフ
- 原作 - 藤子不二雄
- 作画監督（総作画監督） - 椛島義夫
- 撮影監督 - 三沢勝治
- 美術監督 - 小林七郎
- 音楽 - 山本直純
- 録音監督 - 山崎あきら
- 効果 - 片岡陽三
- 演出（監督） - 長浜忠夫
- プロデューサー - 川口晴年、藤井賢祐（日本テレビ）
- 絵コンテ - 富野喜幸、近藤英輔、出﨑哲、小華和ためお、平田敏夫、岡崎稔、棚橋一徳、森下圭介、他
- 作画監督補佐 - 中村英一、北原健雄、須田紋太
- 演出助手 - 上山憲二
- 原画 - 竹内大三 鈴木欽一郎 三重野要一 富永貞義 山田幸一 酒井あきお
- 動画 - 高木三枝子 西加代子 田中一枝 田中とも子 紺野政子 矢田部順
- 制作進行 - 森克彦 熊崎哲夫
- 進行 - 石津晴夫 南正時
- 撮影 - 高崎正満 八巻磐
- 背景 - 内田好之 坂本信人
- 編集 - 越野寛子
- 録音技術 - 三浦千治
- 仕上検査 - 山名公枝
- 仕上 - 山浦浩子 保田道世 片野壽 鈴木早苗 高野マチ子 中谷三枝子
- 制作協力 - Aプロダクション、東京アニメーションフィルム、映音、東洋現像所
- 製作 - 東京ムービー

### 主題歌
オープニングテーマ - 『オバケのQ太郎』（『新オバケのQ太郎』と表記されることもある）
作詞 - 東京ムービー企画部 / 作曲・編曲 - 山本直純 / 歌 - 堀絢子&ニューロイヤル
映像は、ラストの「引幕」部のみが異なっており、初期はイントロ部と同じ柄（市村座）で、製作会社のみクレジットされていたが、中期からはピンク色の無地に変更、クレジットもプロデューサーと製作会社が表記された。先述の映像ソフトでは中期バージョンが収録された。イントロ部分がTVサイズとフルサイズで異なる。TVサイズは1998年発売のCD「東京ムービー・アンソロジー」のみ収録。
2017年放送のバラエティ番組『日曜もアメトーーク!』では、効果音が大胆だと本曲が紹介された。また、昭和生まれの出演者「昭和アニソン軍」の全員が打ち合わせなしに本曲を口ずさめたことから、他の出演者が驚く場面もあった。
エンディングテーマ - 『オバQえかきうた』
作詞 - 東京ムービー企画部（楠部三吉郎） / 作曲・編曲 - 山本直純 / 歌 - ザ・グリンピース
エンディングの絵描き歌の1番は、Q太郎の口を葉っぱに見立てて書き始め、途中で上下をひっくり返す内容である。2番のO次郎までがエンディングとして放映され、レコードバージョンの3、4番はドロンパとP子であるが、いずれも途中の同じフレーズで紙をひっくり返す点は同じであった。
本曲について、収録当日に山本が事前用意していた楽曲の尺（時間）が足りなかったことから、現場にいた東京ムービー（当時）の楠部三吉郎が山本の指名で急遽作詩、その場でできあがった楠部の詞に山本が曲を付け完成したというエピソードがある。
上記2曲に関しては、放送当時に発売されたレコードにフルサイズ版が収録され、後にオムニバスCDなどにも収録。また、過去には音楽配信サイトや音楽ストリーミングサービスで「配信限定パッケージ」と称して、TVサイズなどの別テイク音源が配信されていた。なお、本編内の楽曲などを扱ったサウンドトラックは一度も発売されていない。

### 各話リスト
- サブタイトル読み上げはオバQ役の堀絢子が担当。
- サブタイトルクレジット部は一貫して「オバQに乗ったO次郎がビラを撒くと、その中の1枚がズームアップしてサブタイトルが映される」だが、その表示部は初期がサブタイトル・脚本・絵コンテだけ表記されていたのに対し、中期からは「オバQ・P子・O次郎がサブタイトルを掲げ、画面右下に脚本と絵コンテが表記」に変更（同時にBGMも）。なお映されたサブタイトルには「の巻」が表記されていないが、読み上げではコメントされている。
- 1本立て時はAパートのみクレジット、またAパート終了後はアイキャッチとして、「フラスコから『つづきもみるらった！』と表記された煙が出る」静止画が映された。

| 放送日        | 話数 | サブタイトル                  | 脚本         |
| ------------- | ---- | ----------------------------- | ------------ |
| 1971年 9月1日 | 1    | オバQ誕生の巻                 | 山崎晴哉     |
| 1971年 9月1日 | 1    | ライバルをけおとせの巻        | 伊東恒久     |
| 9月8日        | 2    | お手伝いがしたいの巻          | 松元力       |
| 9月8日        | 2    | 学校へいこうの巻              | 竹内泰之     |
| 9月15日       | 3    | うで時計騒動の巻              | 金子裕       |
| 9月15日       | 3    | オバQカーの巻                 | 鈴木良武     |
| 9月22日       | 4    | 泣くなQちゃんの巻             | 吉田秀子     |
| 9月22日       | 4    | バケラッタ！！の巻            | 辻真先       |
| 9月29日       | 5    | 台風をやっつけろの巻          | 松元力       |
| 9月29日       | 5    | 夢であいましょうの巻          | 柴山達雄     |
| 10月6日       | 6    | いばるなゴジラの巻            | 伊東恒久     |
| 10月6日       | 6    | 正ちゃんへのプレゼントの巻    | 鈴木良武     |
| 10月13日      | 7    | ボクはヤセたい！の巻          | 山崎晴哉     |
| 10月13日      | 7    | Qちゃん王子さまになるの巻     | 竹内泰之     |
| 10月20日      | 8    | 兄弟ゲンカはやめようの巻      | 辻真先       |
| 10月20日      | 8    | 温泉旅行の巻                  | 伊東恒久     |
| 10月27日      | 9    | パパ、ペコペコするな！の巻    | 吉田秀子     |
| 10月27日      | 9    | 動いちゃダメよの巻            | 金子裕       |
| 11月3日       | 10   | 日本航Q会社の巻               | 松元力       |
| 11月3日       | 10   | 無せん電話はダイヤルQの巻     | 伊東恒久     |
| 11月10日      | 11   | オバQ一家勢揃いの巻           | 辻真先       |
| 11月10日      | 11   | ドロンパ登場の巻              | 山崎晴哉     |
| 11月17日      | 12   | ごめんね・よっちゃんの巻      | 伊東恒久     |
| 11月17日      | 12   | 天才を育てようの巻            | 松元力       |
| 11月24日      | 13   | クークークーの巻              | 山崎晴哉     |
| 11月24日      | 13   | ボクのコレクションの巻        | 金子裕       |
| 12月1日       | 14   | 催眠術にかかったらの巻        | 山崎晴哉     |
| 12月1日       | 14   | Qちゃんゆうかいさるの巻       | 柴山達雄     |
| 12月8日       | 15   | 世界一周の巻                  | 辻真先       |
| 12月8日       | 15   | 正ちゃん空を飛ぶの巻          | 竹内泰之     |
| 12月15日      | 16   | 決戦！オバQとりでの巻         | 柴山達雄     |
| 12月15日      | 16   | あこがれのラーメンの巻        | 鈴木良武     |
| 12月22日      | 17   | サンタはどこにの巻            | 辻真先       |
| 12月22日      | 17   | とられてたまるかの巻          | 鈴木良武     |
| 12月29日      | 18   | オバQペッタンコの巻           | 竹内泰之     |
| 12月29日      | 18   | ワンコソバにいどむの巻        | 金子裕       |
| 1972年 1月5日 | 19   | 初夢をつくろうの巻            | 柴山達雄     |
| 1972年 1月5日 | 19   | OK屋Qちゃんの巻               | 小川洋二     |
| 1月12日       | 20   | 超能力入門の巻                | 小川洋二     |
| 1月12日       | 20   | オンボロ自動車の巻            | 高際和雄     |
| 1月19日       | 21   | ドロンパに星がなかったらの巻  | 矢野幸人     |
| 1月19日       | 21   | だれにもしゃべるなの巻        | 井上知士     |
| 1月26日       | 22   | 発明王エジサンの巻            | 金子裕       |
| 1月26日       | 22   | 盗み聞きはやめようの巻        | 金子裕       |
| 2月2日        | 23   | Qちゃんオニになるの巻         | 松元力       |
| 2月2日        | 23   | 決闘はやめよう！の巻          | 柴山達雄     |
| 2月9日        | 24   | サギ師に気をつけろの巻        | 松元力       |
| 2月9日        | 24   | オバQスキーの巻               | 吉田秀子     |
| 2月16日       | 25   | Qちゃん家庭教師になるの巻     | 高際和雄     |
| 2月16日       | 25   | 絶対におこらないの巻          | 松元力       |
| 2月23日       | 26   | たぬきの弟子入りの巻          | 山崎晴哉     |
| 2月23日       | 26   | やさしいドロンパの巻          | 松元力       |
| 3月1日        | 27   | Qちゃんかご屋になるの巻       | 伊東恒久     |
| 3月1日        | 27   | ひなまつりだいすきの巻        | 金子裕       |
| 3月8日        | 28   | ノラネコをやっつけろの巻      | 竹内泰之     |
| 3月8日        | 28   | ひげなしパパの巻              | 柴山達雄     |
| 3月15日       | 29   | ガールフレンドU子ちゃんの巻   | 山崎晴哉     |
| 3月15日       | 29   | もっと毛がほしいの巻          | 伊東恒久     |
| 3月22日       | 30   | ひとりぼっちのドロンパの巻    | 小川洋二     |
| 3月22日       | 30   | U子のおけいこ入門の巻         | 金子裕       |
| 3月29日       | 31   | 四月バカの巻                  | 高際和雄     |
| 3月29日       | 31   | ほえろ！ボケの巻              | 松元力       |
| 4月5日        | 32   | 春はいたずらがいっぱいの巻    | 吉田秀子     |
| 4月5日        | 32   | Qちゃん動物園に行くの巻       | 松元力       |
| 4月12日       | 33   | たくましきQ太郎の巻           | 柴山達雄     |
| 4月12日       | 33   | 恐龍そうどうの巻              | 井上知士     |
| 4月19日       | 34   | オバケの劇団の巻              | 高際和雄     |
| 4月19日       | 34   | 結婚しようよの巻              | 松元力       |
| 4月26日       | 35   | わらってもらいますの巻        | 吉田秀子     |
| 4月26日       | 35   | やきもちドロンパの巻          | 竹内泰之     |
| 5月3日        | 36   | O次郎のかしわもちの巻         | 鈴木良武     |
| 5月3日        | 36   | オバQ王国の巻                 | 柴山達雄     |
| 5月10日       | 37   | あまったれOちゃんの巻         | 竹内泰之     |
| 5月10日       | 37   | ごはんをいっぱい食べようの巻  | 金子裕       |
| 5月17日       | 38   | ぼくはだめなオバケの巻        | 城山昇       |
| 5月17日       | 38   | Oちゃんの兄貴はすばらしいの巻 | 柴山達雄     |
| 5月24日       | 39   | 身替りばけくらべの巻          | 松元力       |
| 5月24日       | 39   | Oちゃんは大発明家の巻         | 鈴木良武     |
| 5月31日       | 40   | ブルトラマンよたのんだぞの巻  | 松元力       |
| 5月31日       | 40   | オバQ騎士道の巻               | 山崎晴哉     |
| 6月7日        | 41   | また来たタヌ次郎の巻          | 山崎晴哉     |
| 6月7日        | 41   | 大きな家はこりごりだの巻      | 松元力       |
| 6月14日       | 42   | Oちゃんウマにのるの巻         | 柴山達雄     |
| 6月14日       | 42   | U子の柔一代の巻               | 小田健也     |
| 6月21日       | 43   | 珍平家物語の巻                | 金子裕       |
| 6月21日       | 43   | Qちゃんの家出の巻             | 吉田秀子     |
| 6月28日       | 44   | Qちゃんは名たんていの巻       | 鈴木良武     |
| 6月28日       | 44   | 赤ちゃんそうどうの巻          | 高際和雄     |
| 7月5日        | 45   | Oちゃんでもうけようの巻       | 伊東恒久     |
| 7月5日        | 45   | オバQが死んだの巻             | 井上知士     |
| 7月12日       | 46   | ちゃっかりチンパンジーの巻    | 柴山達雄     |
| 7月12日       | 46   | 弱みをみせるなの巻            | 吉田秀子     |
| 7月19日       | 47   | となりの憎いやつの巻          | 松元力       |
| 7月19日       | 47   | オバケのおまじないの巻        | 井上知士     |
| 7月26日       | 48   | ぼくらのゴーストタウンの巻    | 鈴木良武     |
| 8月2日        | 49   | さすらいのペンギンの巻        | 小川洋二     |
| 8月2日        | 49   | 正ちゃんの観察日記の巻        | 竹内泰之     |
| 8月9日        | 50   | 海底探検の巻                  | 山崎晴哉     |
| 8月9日        | 50   | インチキ通訳の巻              | 金子裕       |
| 8月16日       | 51   | 戦争は終ったの巻              | 長浜忠夫     |
| 8月23日       | 52   | タヌ次郎の招待状の巻          | 山崎晴哉     |
| 8月23日       | 52   | オバケのきもだめしの巻        | 高際和雄     |
| 8月30日       | 53   | 甘い顔はダメよの巻            | 鈴木良武     |
| 8月30日       | 53   | 宿題ロボットの巻              | 松崎行雄     |
| 9月6日        | 54   | Qちゃん鉄道の巻               | 松元力       |
| 9月6日        | 54   | オバQオリンピックの巻         | 吉田秀子     |
| 9月13日       | 55   | うそつきは誰だの巻            | 柴山達雄     |
| 9月13日       | 55   | 若さだよおばあちゃんの巻      | 伊東恒久     |
| 9月20日       | 56   | 新弟子三毛山の巻              | 井上知士     |
| 9月20日       | 56   | パパ、ママ、大戦争の巻        | 竹内泰之     |
| 9月27日       | 57   | 国際オバケ連合の巻            | 柴山達雄     |
| 10月4日       | 58   | Qちゃんの大サーカスの巻       | 松元力       |
| 10月4日       | 58   | Qちゃんのボディーガードの巻   | 小田健也     |
| 10月11日      | 59   | O次郎のお嫁さんの巻           | 吉田喜昭     |
| 10月11日      | 59   | すねるなQちゃんの巻           | 竹内泰之     |
| 10月18日      | 60   | オバケ新聞社の巻              | 吉田喜昭     |
| 10月18日      | 60   | ぼくは病気だの巻              | 竹内泰之     |
| 10月25日      | 61   | パパは手品師の巻              | 鈴木良武     |
| 10月25日      | 61   | Oちゃん替え玉作戦の巻         | 柴山達雄     |
| 11月1日       | 62   | 正義の味方オバケ新聞社の巻    | 吉田喜昭     |
| 11月1日       | 62   | 広場を守れの巻                | 伊東恒久     |
| 11月8日       | 63   | さよならドロンパの巻          | 竹内泰之     |
| 11月8日       | 63   | Qちゃん映画を作るの巻         | 柴山達雄     |
| 11月15日      | 64   | U子さんの投げわざ工夫の巻     | 小田健也     |
| 11月15日      | 64   | 毛なしのQ太郎の巻             | 山崎晴哉     |
| 11月22日      | 65   | 不思議の国の大冒険の巻        | 金子裕       |
| 11月29日      | 66   | 近道しっぱいの巻              | 井上知士     |
| 11月29日      | 66   | 特ダネカメラマンの巻          | 奥村武弘     |
| 12月6日       | 67   | 一生一度の恋だったの巻        | 伊東恒久     |
| 12月6日       | 67   | いつになったら食べられるの巻  | 井上知士     |
| 12月13日      | 68   | まじめなドロボーさんの巻      | 柴山達雄     |
| 12月13日      | 68   | 親友はだれだの巻              | 竹内泰之     |
| 12月20日      | 69   | プレゼントは電気自動車の巻    | 金子裕       |
| 12月20日      | 69   | またまた来たよタヌ次郎の巻    | 山崎晴哉     |
| 12月27日      | 70   | ネプチャ国の大冒険の巻        | 鈴木よしたけ |

### 放送局（第2作）
個別の出典が無い物は全て『小学四年生』1971年10月号112頁-118頁記載。
- 日本テレビ（制作局）：水曜 19:30 - 20:00
- 札幌テレビ放送：水曜 19:30 - 20:00（1971年10月より）[29]
- 青森放送：水曜 19:30 - 20:00[30]
- テレビ岩手：火曜 19:00 - 19:30（第4話まで）→ 水曜 19:30 - 20:00（第6話から）[31]
- 秋田放送：水曜 19:30 - 20:00[30]
- 山形放送：水曜 19:30 - 20:00[30]
- 宮城テレビ：水曜 19:30 - 20:00[30]
- 福島中央テレビ：水曜 19:30 - 20:00（1971年10月より）[32]
- 新潟総合テレビ：土曜 18:00 - 18:30→土曜 19:00 - 19:30[33]
- 信越放送：金曜 18:00 - 18:30
- 北日本放送：水曜 19:30 - 20:00[34]
- 北陸放送：金曜 18:00 - 18:30[35][36]
- 福井放送：水曜 19:30 - 20:00[37]
- 山梨放送：水曜 19:30 - 20:00
- 静岡放送：月曜 19:00 - 19:30 (1971年10月より)
- 名古屋テレビ：日曜 18:00 - 18:30（第3話まで)→火曜 19:00 - 19:30（第4話から）[38][36]
- 読売テレビ：水曜 19:30 - 20:00
- 日本海テレビ：水曜 19:30 - 20:00
- 山陰放送：金曜 18:00 - 18:30（途中まで）
- 山口放送：水曜 19:30 - 20:00
- 西日本放送：水曜 19:30 - 20:00
- 四国放送：水曜 19:30 - 20:00
- 南海放送：水曜 19:30 - 20:00
- 高知放送：水曜 19:30 - 20:00
- 広島テレビ：水曜 18:00 - 18:30→木曜 18:00 - 18:30[39]
- 福岡放送：水曜 19:30 - 20:00
- テレビ大分：水曜 19:30 - 20:00
- テレビ長崎：土曜 19:00 - 19:30→火曜 18:00 - 18:30[40]
- テレビ熊本：木曜 18:00 - 18:30
- テレビ宮崎：月曜 19:00 - 19:30
- 鹿児島テレビ：土曜 19:00 - 19:30

### 視聴率
- 最高視聴率（ビデオリサーチ調べ）
  - 関東地区 - 25.8%（1972年3月1日放送）

## オバケのQ太郎 (1985年)
1985年4月1日から1987年3月29日まで、テレビ朝日ほか（「藤子不二雄劇場」枠、任意ネット）にて毎週月曜日から土曜日18時45分から19時までの枠で放送。また、毎週日曜日9時30分から10時にかけての枠では過去の放送を再構成し、テレビ朝日系で全国放送された。全510話＋SP2話。カラー作品。
前2作と異なり、1996年から2000年までにかけて傑作選ビデオソフトがリリースされた他、CS専門チャンネルなどでも再放送が行われており、視聴は比較的容易な状況にある。
本放送終了後も、『パオパオチャンネル』の木曜版で『藤子不二雄劇場』として引き続きリピート放送された。その後、1992年から1993年にかけてもテレビ朝日で再放送されている。
キャラクターデザインは、藤子両人によって新たに描き起こされた設定画を基にしているため、原作（『新オバケのQ太郎』）に近いものになっているが、ハカセの目が縦長の藤子調の黒目にされている。服装や美術設定などは時代に合わせてリニューアルされた。
正太と伸一の設定画は安孫子によって描かれているので、年賀状での合作イラストを除けば、この設定画が藤子不二雄の最後の合作ということになる。実際に放送されたアニメでは、正太の顔は目が小さい藤本タッチに近いものになっている。

### キャスト
- Q太郎 - 天地総子[41]
- O次郎 - 横沢啓子
- U子 - 増山江威子
- P子 - 三田ゆう子
- ドロンパ - 白石冬美[42]
- 正太 - 三輪勝恵
- 伸一 - 水島裕
- ゴジラ - 竹村拓
- キザオ - 龍田直樹
- ハカセ - 肝付兼太、龍田直樹（喉の手術のため、1985年11月 - 12月担当）
- よっちゃん - 室井深雪
- パパ - 大山高男
- ママ - 塚田恵美子
- 神成さん - 兼本新吾
- 小池さん - 広森信吾
- ユカリ - 麻上洋子
- 先生 - 島香裕
- ヤスベエ - 山本圭子
- ゴン - 八奈見乗児
- その他 - さとうあい、鈴木富子、野本礼三、安原義人、島香裕、田口昂、キートン山田 ほか

### スタッフ
- 原作 - 藤子不二雄
- 監督 - 原田益次
- 監修 - 鈴木伸一
- 総監督 - 笹川ひろし
- 総作画監督 - 富永貞義、森下圭介
- 美術設定 - 河野次郎
- 美術監督 - 徳重賢→沼井信朗、今林美紀→増田直子
- 撮影監督 - 斎藤秋男、角原幸枝
- 録音監督 - 浦上靖夫、大熊昭
- 色指定 - 森千草
- 編集 - 岡安プロモーション
- 効果 - 松田昭彦（フィズサウンドクリエイション）
- 整音 - 中戸川次男、大城久典
- 録音 - オーディオプランニングユー
- スタジオ - APUスタジオ
- 現像 - 東京現像所
- 音楽 - 菊池俊輔
- 制作担当 - 茂木仁史
- 制作デスク - 上田真一郎
- 文芸 - 桶谷顕
- プロデューサー - 木村純一、小泉美明（テレビ朝日）、加藤良雄、児玉征太郎（シンエイ動画）、荻野宏（旭通信社）
- 製作 - シンエイ動画、テレビ朝日、旭通信社

#### 各話スタッフ
- 脚本 - 桜井正明、岸間信明、菅良幸、丸尾みほ、桶谷顕、茂木仁史、深見弘、杉原めぐみ、渡辺麻実、松下幹夫、山本優、山田隆司、水出弘一、並木敏、田口成光、中弘子、麻尾るみこ、佐々木裕之、岡かすみ、立花遊、小川あさ美、吉田進、八木良一、安藤豊弘、片平圭子、朝倉千筆 他
- コンテ・演出 - 笹川ひろし、原田益次、須永司、やすみ哲夫、棚橋一徳、中村喜則、吉永尚之、青山弘、原恵一、平井峰太郎、長尾粛、白石邦俊、竹内大三、小松和彦、棚橋正人、永樹凡人、天海ひろし、棚沢隆、塚田庄英、大谷正弘、前園文夫、パクキョンスン、石崎すすむ、小林真理、津野明朗、木暮輝夫、遠藤克己、近藤英輔、高柳哲司、松島明子、細谷秋夫、北原健雄、山崎友正、槌田幸一、殿勝秀樹、渡辺はじめ、遠藤徹哉、北爪宏示 他
- 作画監督 - 富永貞義、森下圭介、細谷秋夫、斉藤起己、なかじまちゅうじ、畑良子、石黒育、堤規至、川島明、渡辺はじめ 他
- 作画 - シンエイ動画、トミプロダクション、風プロダクション、パンメディア、サンシャイン、スタジオルック、じゃんぐるじむ、ACプロ、動画工房、OHプロダクション 他
- 仕上 - スタジオキリー、スタジオディーン、スタジオルック、スタジオエル、スタジオゼップ、所沢グループ、スタジオM
- 背景 - アトリエローク、スタジオユニ
- 撮影 - 旭プロダクション、東京アニメーションフィルム

### 主題歌
オープニングテーマ
『大人になんかならないよ』（前期）（第1話 - 第134話）
作詞 - 阿木燿子 / 作曲 - 宇崎竜童 / 編曲 - 青木望 / 歌 - 天地総子
『ぼくはオバQノンキなオバケ』（後期）（第135話 - 第510話）
作詞 - 藤子不二雄 / 作曲・編曲 - 菊池俊輔 / 歌 - 天地総子
エンディングテーマ
『BELIEVE ME』（前期）（第1話 - 第134話）
作詞 - 阿木燿子 / 作曲 - 宇崎竜童 / 編曲 - 青木望 / 歌 - 浜田良美
『あいうえオバQ』（後期）（第135話 - 第510話）
作詞 - 麻尾るみこ / 作曲・編曲 - 菊池俊輔 / 歌 - 天地総子
テレ朝チャンネルでの放送は、134話以前の作品も後期のオープニング/エンディングで放送されている。前2作と異なり、このシリーズの主題歌は日本コロムビアからリリースされている『テレビまんが主題歌のあゆみシリーズ』には収録されていない。
日曜枠でエンディングテーマの直前に流されていた曲
『Qちゃん音頭』
作詞 - 及川潤一郎 / 作曲・編曲 - 菊池俊輔 / 歌 - 天地総子、こおろぎ'73
『Qちゃんえかきうた』
作詞 - 楠部文 / 作曲・編曲 - 菊池俊輔 / 歌 - 天地総子
『Qちゃんえかきうた』は、体全体をロケットに見立て、腕を羽として書き足すという着想で、2作目のものとは別に新たに作られた。

### 放送局（第3作）
※放送系列は放送当時、放送日時は個別に出典が掲示されてあるものを除き、1987年2月中旬 - 3月上旬時点のものとする。
| 放送地域       | 放送局             | 放送系列                      | 放送日時                                                               | 備考                 |
| 15分版         | 15分版             | 15分版                        | 15分版                                                                 | 15分版               |
| -------------- | ------------------ | ----------------------------- | ---------------------------------------------------------------------- | -------------------- |
| 関東広域圏     | テレビ朝日         | テレビ朝日系列                | 月曜 - 土曜 18:45 - 19:00                                              | 制作局               |
| 北海道         | 北海道テレビ       | テレビ朝日系列                | 月曜 - 土曜 18:45 - 19:00                                              |                      |
| 宮城県         | 東日本放送         | テレビ朝日系列                | 月曜 - 土曜 18:45 - 19:00                                              |                      |
| 福島県         | 福島放送           | テレビ朝日系列                | 月曜 - 土曜 18:45 - 19:00                                              |                      |
| 新潟県         | 新潟テレビ21       | テレビ朝日系列                | 月曜 - 土曜 18:45 - 19:00                                              |                      |
| 静岡県         | 静岡けんみんテレビ | テレビ朝日系列                | 月曜 - 土曜 18:45 - 19:00                                              | 後の静岡朝日テレビ。 |
| 広島県         | 広島ホームテレビ   | テレビ朝日系列                | 月曜 - 土曜 18:45 - 19:00                                              |                      |
| 香川県・岡山県 | 瀬戸内海放送       | テレビ朝日系列                | 月曜 - 土曜 18:45 - 19:00                                              |                      |
| 福岡県         | 九州朝日放送       | テレビ朝日系列                | 月曜 - 土曜 18:45 - 19:00                                              |                      |
| 鹿児島県       | 鹿児島放送         | テレビ朝日系列                | 月曜 - 土曜 18:45 - 19:00                                              |                      |
| 青森県         | 青森放送           | 日本テレビ系列 テレビ朝日系列 | 月曜 - 金曜 17:00 - 17:15                                              | 1989年頃に放送。     |
| 長野県         | テレビ信州         | 日本テレビ系列 テレビ朝日系列 | 月曜 - 土曜 17:15 - 17:30                                              |                      |
| 富山県         | 北日本放送         | 日本テレビ系列                | 月曜 - 金曜 17:30 - 17:45                                              |                      |
| 福井県         | 福井テレビ         | フジテレビ系列                | 月曜 - 金曜 16:15 - 16:30                                              |                      |
| 中京広域圏     | 名古屋テレビ       | テレビ朝日系列                | 月曜 - 金曜 18:43 - 18:58                                              |                      |
| 熊本県         | テレビ熊本         | フジテレビ系列 テレビ朝日系列 | 月曜 - 金曜 16:05 - 16:20                                              | [ 注 8 ]             |
| 30分版         |                    |                               |                                                                        |                      |
| 関東広域圏     | テレビ朝日         | テレビ朝日系列                | 日曜 9:30 - 10:00                                                      | 制作局               |
| 北海道         | 北海道テレビ       | テレビ朝日系列                | 日曜 9:30 - 10:00                                                      |                      |
| 青森県         | 青森放送           | 日本テレビ系列 テレビ朝日系列 | 日曜 9:30 - 10:00                                                      |                      |
| 宮城県         | 東日本放送         | テレビ朝日系列                | 日曜 9:30 - 10:00                                                      |                      |
| 福島県         | 福島放送           | テレビ朝日系列                | 日曜 9:30 - 10:00                                                      |                      |
| 新潟県         | 新潟テレビ21       | テレビ朝日系列                | 日曜 9:30 - 10:00                                                      |                      |
| 長野県         | テレビ信州         | 日本テレビ系列 テレビ朝日系列 | 日曜 9:30 - 10:00                                                      |                      |
| 静岡県         | 静岡けんみんテレビ | テレビ朝日系列                | 日曜 9:30 - 10:00                                                      | 後の静岡朝日テレビ。 |
| 中京広域圏     | 名古屋テレビ       | テレビ朝日系列                | 日曜 9:30 - 10:00                                                      |                      |
| 近畿広域圏     | 朝日放送           | テレビ朝日系列                | 日曜 9:30 - 10:00                                                      | 後の朝日放送テレビ。 |
| 広島県         | 広島ホームテレビ   | テレビ朝日系列                | 日曜 9:30 - 10:00                                                      |                      |
| 香川県・岡山県 | 瀬戸内海放送       | テレビ朝日系列                | 日曜 9:30 - 10:00                                                      |                      |
| 福岡県         | 九州朝日放送       | テレビ朝日系列                | 日曜 9:30 - 10:00                                                      |                      |
| 鹿児島県       | 鹿児島放送         | テレビ朝日系列                | 日曜 9:30 - 10:00                                                      |                      |
| 岩手県         | 岩手放送           | TBS系列                       | 木曜 16:35 - 17:05                                                     | 後のIBC岩手放送。    |
| 秋田県         | 秋田放送           | 日本テレビ系列                | 火曜 17:30 - 18:00                                                     |                      |
| 山形県         | 山形放送           | 日本テレビ系列 テレビ朝日系列 | 火曜 16:30 - 17:00                                                     |                      |
| 山梨県         | 山梨放送           | 日本テレビ系列                | 木曜 17:00 - 17:30                                                     |                      |
| 石川県         | 石川テレビ         | フジテレビ系列                | 土曜 8:00 - 8:30                                                       | 1985年9月で打ち切り  |
| 鳥取県・島根県 | 日本海テレビ       | 日本テレビ系列                | 木曜 17:30 - 18:00（1986年8月中旬 - 9月上旬時点） → 金曜 17:30 - 18:00 |                      |
| 山口県         | 山口放送           | 日本テレビ系列 テレビ朝日系列 | 木曜 17:15 - 17:45                                                     |                      |
| 徳島県         | 四国放送           | 日本テレビ系列                | 木曜 17:00 - 17:30                                                     |                      |
| 愛媛県         | 南海放送           | 日本テレビ系列                | 月曜 17:00 - 17:30                                                     |                      |
| 高知県         | 高知放送           | 日本テレビ系列                | 火曜 16:55 - 17:25                                                     |                      |
| 長崎県         | 長崎放送           | TBS系列                       | 水曜 17:20 - 17:50                                                     | 途中で打ち切り。     |
| 熊本県         | テレビ熊本         | フジテレビ系列 テレビ朝日系列 | 月曜 16:30 - 17:00                                                     |                      |
| 宮崎県         | 宮崎放送           | TBS系列                       | 金曜 17:00 - 17:30                                                     |                      |
| 沖縄県         | 琉球放送           | TBS系列                       | 水曜 17:25 - 17:55                                                     |                      |

### ビデオソフト
藤子不二雄ファミリービデオ全集 テレビ版オバケのQ太郎
1996年発売 / VHS / 発売元：小学館 / 販売元：東宝 / 各巻6話収録 / 全30巻
277話までのエピソードから厳選した傑作選となっている。

### 劇場版
1985年からのテレビシリーズ放送中に作られた、15分程の短編映画。アナグリフ立体方式。入場特典として、作品観賞用のメガネが配布された。
※公開から2023年現在に至るまで、これらは未だにビデオソフト化されていない。

#### オバケのQ太郎 とびだせ! バケバケ大作戦
- 公開日 - 1986年3月15日
- 総監督 - 笹川ひろし
- 監督 - 原田益次
- 脚本 - 桜井正明
- 作画監督 - 森下圭介
- 美術 - 宮野隆
- 撮影 - 三沢勝治
- 編集 - 岡安肇
- 音楽 - 菊池俊輔
- 協力 - 藤子スタジオ
- 同時上映 - 『ドラえもん のび太と鉄人兵団』、『プロゴルファー猿 スーパーGOLFワールドへの挑戦!!』

##### 漫画「謎のオバケがやって来た」
1985年12月14日に発売された『月刊コロコロコミック』1986年1月号に、本作の漫画版『オバケのＱ太郎』「謎のオバケがやって来た」（作画は田中道明）が掲載された（同号には藤子不二雄『オバケのQ太郎』の再録連載作も掲載）。

#### オバケのQ太郎 とびだせ! 1/100大作戦
- 公開日 - 1987年3月14日
- 総監督 - 笹川ひろし
- 監督 - 塚田庄英
- 脚本 - 桜井正明
- 作画監督 - 森下圭介
- 美術 - 宮野隆
- 撮影 - 三沢勝治
- 編集 - 岡安肇
- 音楽 - 菊池俊輔
- 同時上映 - 『ドラえもん のび太と竜の騎士』、『プロゴルファー猿 甲賀秘境!影の忍法ゴルファー参上!』

## その他のアニメ
1980年にシンエイ動画で制作された『ドラQパーマン』に出演。声優は第2作のメンバーが起用された。
また、他の藤子作品にゲスト出演することもあり、他の藤子キャラクターと共演を果たしている。1991年の映画『ドラえもん のび太のドラビアンナイト』では、原作同様に登場するオバケ達の一匹としてQ太郎が登場、ランプの精を見て「オバケ怖い」と言って逃げ出す場面がある。